# رایانه با برنامه ذخیره شده
رایانه با برنامهٔ ذخیره‌شده رایانهای است که دستورالعمل های برنامه را در حافظه‌ای ذخیره می‌کند که به‌صورت الکترونیکی، الکترومغناطیسی یا نوری قابل دسترسی است. این در تضاد است با سیستم‌هایی که دستورالعمل‌های برنامه را با استفاده از برد اتصال یا سازوکارهای مشابه ذخیره می‌کردند. تعریف این مفهوم اغلب با این الزام گسترش می‌یابد که نحوهٔ پردازش برنامه‌ها و داده‌ها در حافظه، قابل‌تعویض یا یکنواخت باشد.
به طور کلی، رایانه‌های با برنامهٔ ذخیره‌شده با ویژگی‌های معماری مختلف طراحی شده‌اند. رایانه‌ای با معماری فون نویمان، داده‌ها و دستورالعمل‌های برنامه را در همان حافظه ذخیره می‌کند، در حالی که رایانه‌ای با معماری هاروارد حافظه‌های جداگانه‌ای برای ذخیرهٔ برنامه و داده‌ها دارد. هرچند، اصطلاح «رایانه با برنامه ذخیره‌شده» گاهی به‌عنوان مترادف معماری فون نویمان به کار می‌رود. جک کوپلند معتقد است که «به لحاظ تاریخی نامناسب است که رایانه‌های دیجیتال الکترونیکی با برنامه ذخیره‌شده را 'ماشین‌های فون نویمان' بنامیم». هنسنی و پترسون نیز نوشتند که ماشین‌های اولیهٔ هاروارد «توسط طرفداران رایانه‌های با برنامه ذخیره‌شده به‌عنوان مقاوم در برابر تغییر یا واکنشی» تلقی می‌شدند.

## تاریخچه
مفهوم رایانه با برنامهٔ ذخیره‌شده را می‌توان به مقالهٔ نظری ماشین تورینگ جهانی در سال ۱۹۳۶ نسبت داد. جان فون نویمان با این مقاله آشنا بود و این ایده را به همکارانش منتقل کرد.
بسیاری از رایانه‌های اولیه مانند رایانه آتاناسف-برری قابلیت برنامه‌ریزی مجدد نداشتند. این دستگاه‌ها تنها یک برنامهٔ سخت‌افزاری ثابت را اجرا می‌کردند و حافظه‌ای برای ذخیرهٔ برنامه نداشتند. برخی دیگر، مانند زوسه زد۳ و رایانه کلوسوس، برنامه‌ها را روی نوار پانچ ذخیره می‌کردند. کلوسوس تنها از طریق دست‌کاری فیزیکی کلیدها و دوشاخه‌ها برنامه‌ریزی می‌شد.
در سال ۱۹۳۶، کنراد تسوزه در درخواست ثبت اختراع خود پیش‌بینی کرد که دستورالعمل‌های ماشین می‌توانند در همان حافظه‌ای ذخیره شوند که داده‌ها در آن نگهداری می‌شوند.
در ۲۱ ژوئن ۱۹۴۸، منچستر بیبی، که در دانشگاه منچستر ساخته شد، نخستین رایانه‌ای بود که برنامه‌ای ذخیره‌شده را اجرا کرد. این رایانه بیشتر به‌عنوان اثبات مفهومی برای منچستر مارک ۱ شناخته می‌شود. در ۶ مه ۱۹۴۹، EDSAC در دانشگاه کمبریج نخستین برنامهٔ خود را اجرا کرد.
ادعای نخستین بودن IBM SSEC که در ژانویهٔ ۱۹۴۸ راه‌اندازی شد، مورد اختلاف است؛ چرا که برخی عملکردهای آن با اتصال یا سیم‌کشی فیزیکی تعیین می‌شد.
نخستین رایانه‌ای که در اروپا ساخته شد و برنامه ذخیره‌شده اجرا کرد، MESM در اتحاد جماهیر شوروی بود که در سال ۱۹۵۰ تکمیل شد.

## نخستین رایانه‌ها با برنامهٔ ذخیره‌شده
چندین رایانه بسته به معیارهای مختلف، به‌عنوان نخستین رایانه با برنامهٔ ذخیره‌شده شناخته می‌شوند:
- IBM SSEC (ژانویه ۱۹۴۸) — الکترومکانیکی
- ENIAC (به‌روزرسانی‌شده در آوریل ۱۹۴۸)[۵]
- ARC2 (۱۲ مه ۱۹۴۸) — دارای نخستین «درام مغناطیسی»
- منچستر بیبی (۲۱ ژوئن ۱۹۴۸)
- EDSAC (۶ مه ۱۹۴۹)
- EDVAC (طراحی ۱۹۴۵، عملیاتی ۱۹۵۱)[۶]
- BINAC (اوت ۱۹۴۹، اولین در ایالات متحده)
- فررانتی مارک ۱ (۱۹۵۱)[۷]
- بول گاما ۳ (۱۹۵۲) و IBM 650 (۱۹۵۳) — اولین رایانه‌های تجاری تولید انبوه
- رایانه ترانزیستوری منچستر (نوامبر ۱۹۵۳)

## مخابرات
مفهوم استفاده از رایانه با برنامهٔ ذخیره‌شده برای سوئیچینگ مدارهای مخابراتی، کنترل برنامهٔ ذخیره‌شده (SPC) نام دارد. این فناوری از حدود سال ۱۹۵۴ توسط ارنا اشنایدر هوور در آزمایشگاه‌های بل توسعه یافت.
نخستین سیستم آزمایشی در سال ۱۹۶۰ در موریس، ایلینوی نصب شد. در این سیستم از «فِلایینگ اسپات استور» برای ذخیره‌سازی برنامه و از «لامپ ذخیره‌سازی الکترواستاتیکی» برای داده‌های موقتی استفاده می‌شد.